# 卓克斯海洋航空

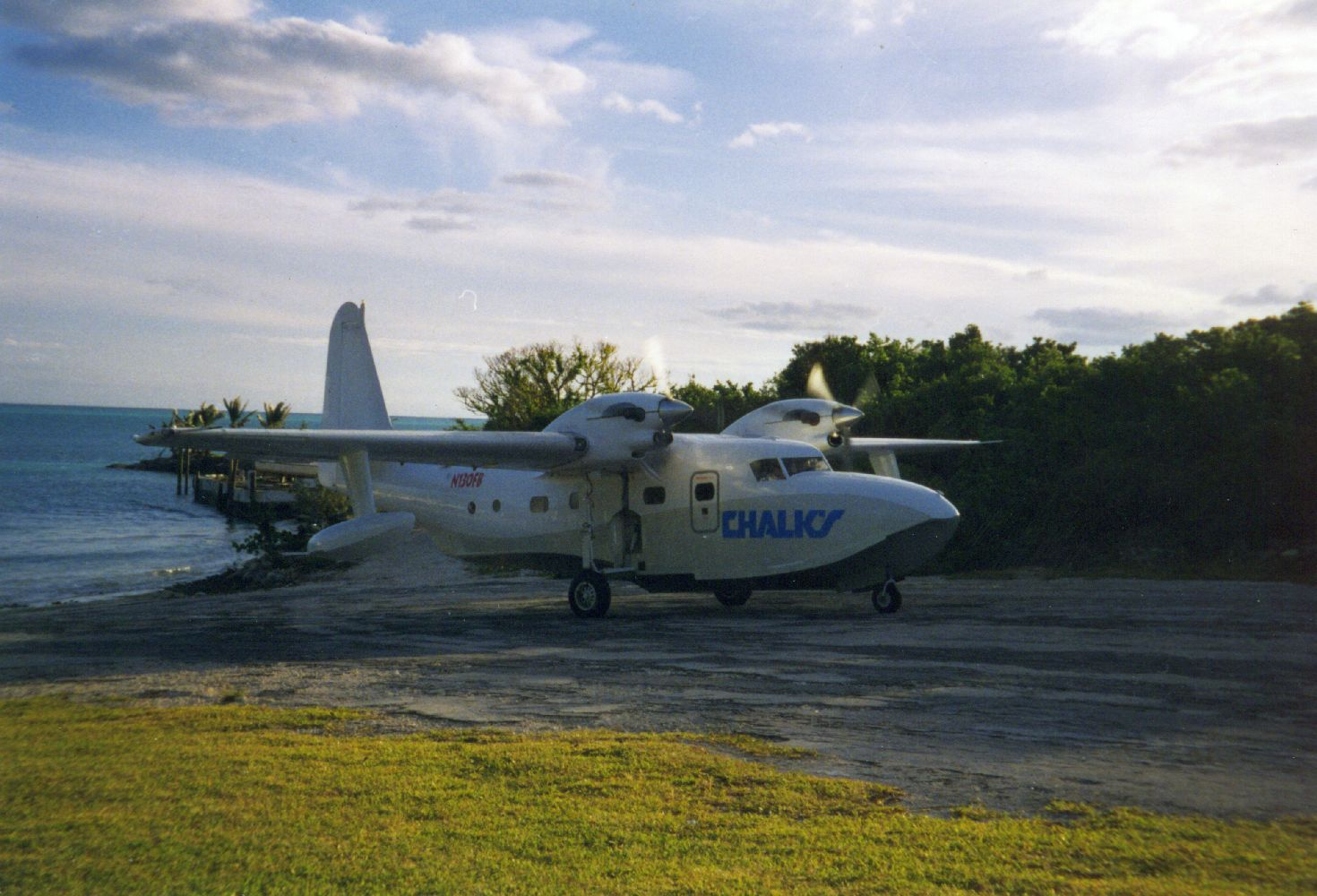
1999年11月，卓克斯海洋航空的G-73T渦輪「野鴨式」水上飛機在巴哈马大阿巴科岛滑出水面时的照片。

卓克斯国际航空（又名卓克斯海洋航空）是一家美國航空公司，总部位于佛罗里达州劳德代尔堡附近的未建制的布劳沃德县劳德代尔堡-好莱坞国际机场，该航司运营着飞往巴哈马的定期水上飞机服务。但在2005年12月19日，發生了嚴重事故，2007年被逼停業。
2005年12月19日，卓克斯海洋航空101號班機，起飛後不久，墜毀在佛羅里達州，機上所有乘客和機組人員全數罹難。